# Saccodomus
Saccodomus là một chi nhện trong họ Thomisidae.